# Tahmasp I
Tahmasp I (22 de febrer de 1514-14 de maig de 1576) va ser un xa de Pèrsia de la dinastia safàvida. En persa: شاه تهماسب یکم. Era fill d'Ismaïl I de Pèrsia i Shah-Begi Khanum (Taçlı Begüm) de la tribu turcmana dels mawsillu; va succeir al seu pare al morir aquest el 23 de maig de 1524 i va tenir el regnat més llarg que qualsevol altre membre de la dinastia safàvida.

## Primers anys
Durant la seva infància va ser feble i va caure sota el control dels kizilbaixis, els guerrers turcmans que formaven la columna vertebral del poder safàvida; des del 1515 estava sota el control del kizilbaixi Amir Khan Turkman que era el seu atabeg. Al pujat al tron el control el tenia Diw Sultan Rumlu que havia estat nomenat com atabeg i amir al-umara pel testament del xa difunt. Això va provocar una guerra civil i els caps kizilbaixis van lluitar entre ells pel dret a ser atabegs de Tahmasp. Aquest no es va poder imposar fins al 1533. Aquest període fou aprofitat pels uzbeks del notable kan Abu-l-Ghazi Ubaid Al·là i altres uzbeks, per atacar el Khurasan:
El 1524 Ubayd Allah (Ubaid Al·là) de Kermineh i Miankal va creuar altre cop l'Oxus i va entrar al Khurasan. El governador Durmish Khan Shamlu, es va fer fort a Herat on els uzbeks el van assetjar uns quants mesos però finalment es van retirar. Durmish Khan va morir el 1524 i el governador de Mashad va morir també en una lluita civil, cosa que va provocar confusió entre els amirs de Khurasan i el 1525 Ubayd Allah (Ubaid Al·là) va tornar a creuar l'Oxus a Charjui, i va ocupar Merv, on deu o quinze mil camperols van ser assassinats; va passar a Sarakhs on va trobar a trenta o quaranta kizilbaixis que refusaven rendir la plaça, però una part dels habitants, dividits en les seves lleialtats, va obrir les portes als uzbeks i els soldats perses van ser executats. Llavors van avançar cap a Mashad, ciutat sagrada dels xiïtes, poc defensada, que es va rendir després d'un setge de 8 mesos; tot i els termes de la capitulació, tots els homes de la ciutat foren executats i les dones venudes com esclaves. Al mateix temps, Abu Said Khan, fill de Kotxkunju, atacava Herat, però fou rebutjat. Un altre contingent uzbek sota Kara Kitin, va assetjar Balkh, que romania en mans perses; alguns oficials de Baber, al servei del perses, es van passar als uzbeks que van capturar la ciutat; després van fer un atac als propis dominis de Baber, sotmetent Ibak, Sarabagh, i Khuram, places situades a la vall del riu Khulm, mentre la guarnició de Ghuri, a la riba del riu Ghuri, espantada per la caiguda de Balkh, es va rendir igualment (1525). Després de capturar Mashad i Tus, Ubayd Allah (Ubaid Al·là) va avançar i va assegurar Astarabad, on va deixar al seu fill Abd al-Aziz, com a governador, i ell mateix va marxar cap a Balkh. El perses van rebre reforços importants des de l'Azerbaidjan, i Abd al-Aziz es va retirar i es va reunir amb el seu pare; les seves forces combinades van infligir als perses una severa derrota a Bistam que altre cop va posar Astarabad a les seves mans; ara en fou nomenat governador Renish o Zinish Bahadur Khan, i Ubayd Allah (Ubaid Al·là) va anar a passar l'hivern (1525-1526) a Ghurian. El 1526 Ubayd Allah (Ubaid Al·là) va assetjar Herat, on el governador Husayn Khan Shamlu va resistir set mesos. Llavors van arribar notícies d'una derrota de Zinish Bahaduir Khan; aquest havia estat atacat pels governadors perses de Sabzawar i de la zona d'Astarabad, a Damghan, i encara que al començament havia hagut de cedir terreny va acabar obtenint la victòria i els dos comandants perses van morir a la lluita; però el xa Tahmasp I va marxar a la zona amb reforços (quaranta mil homes) i va aconseguir derrotar els uzbeks a Damghan, i Zinish va resultar mort; un segon destacament uzbek fou també derrotat i els perses van caure sobre Ubayd Allah (Ubaid Al·là) que estava assetjant Herat i va haver d'aixecar aquest setge i retirar-se cap a Merv. Allí va cridar als diversos prínceps uzbeks de Transoxiana a una reunió general, amb les seves forces militars.
Kotxkunju Khan hi va anar des de Samarcanda amb els seus fills Abu Said Khan i Pulad Sultan, i amb els fills de Janibeg; Siyunish Khan hi va anar des de Taixkent; els fills d'Hamia Sultan i Mehdi Sultan des d'Hissar; i Kara Kitin Sultan des de Balkh. Es va reunir un gran exèrcit. Baber diu que eren 150.000, Mir Yahya Saifi parla de 121.000 i el Alim-arai Abasi de 80,000 veterans sense comptar altres tropes; era l'exèrcit més gran que creuava l'Oxus des del temps de Genguis Kan; els perses només eren 40.000 però veterans i disciplinats a l'estil turc, i havent servit durament contra els otomans; comptaven també amb dos mil artillers i sis mil mosqueters, i en canvi els uzbeks només tenien com armament les seves primitives armes (sabres i arcs). Tahmasp I va agafar posicions a Jam, en el camí d'Herat; els uzbeks ho van interpretar com signe de debilitat i van avançar per atacar Mashad; mentre l'exèrcit principal s'establia a aquesta ciutat, vint mil homes van anar a recórrer la rodalia del campament enemic per impedir a qualsevol sortir d'un perímetre fixat; el xoc es va produir el 25 de setembre de 1528 a Jam. La millor organització i la superioritat tècnica dels perses els va assegurar la victòria i els uzbeks van patir una carnisseria. Kutxkunju i Ubayd Allah (Ubaid Al·là) van poder fugir però el segon va resultar ferit. Janibeg, que havia perseguit a les tropes perses de les ales que havien fugit, va retornar de nit al campament pensant que estava ocupat pels seus i va anar a parar al mig de les forces de Tahmasp, i va perdre un nombre d'homes encara que va poder escapar.

## Guerra otomano-safàvida (1532-1555)
Tahmasp no va tardar a haver de dirigir la seva atenció a la part occidental del seu regne contra els otomans; va nomenar virrei del Khurasan al seu germà Bahram Mirza i es va retirar i llavors els uzbeks van tornar (1530) dirigits com abans per Ubaid Al·là, però ara ja amb Abu-Saïd com a khakan, el qual no va donar suport a la iniciativa; Ubaid Al·là es va presentar a Mashad que fou assetjada per dos mesos; llavors va anar a Herat que va assetjar set mesos; Herat va capitular; els xiïtes van patir revenges pels seus actes contra sunnites. L'any següent (1531) va avançar cap a Farra, que va atacar però finalment es va haver de retirar després d'un curt setge quan va saber que els perses anaven cap allí amb moltes forces; Ubaid Al·là era a Herat, i va cridar als amirs uzbeks per ajudar-lo, però Abu-Saïd va refusar anar a combatre al seu costat. Finalment va evacuar Herat i es va retirar fins a Merv.
A meitat del 1532, dirigits també per Ubaid Al·là, els uzbeks van tornar al Khurasan. Ubaid Al·là va marxar a Herat, el seu fill Abd al-Aziz a Mashad, Kamishi-Oghlan (conegut com, el "Noi dels arbusts") a Astarabad i Khankeldi Bahadur a Sabzawar. El país fou assolat durant un any i mig. Es van emetre monedes amb el nom d'Abu-Saïd a Mashad, Sabzawar i Torbat. Ubaid Al·là va assetjar Herat però Abu-Saïd no va enviar tropes i únicament un ataliq encarregat de convèncer els habitants de rendir-se; una gran fam va afectar la ciutat i es van haver menjar aliments podrits i carn de gossos i gats; la ciutat va oferir la rendició a canvi de la retirada a un o dos dies de marxa, perquè la guarnició i els habitants que volguessin poguessin sortir sense ser molestats; però això fou refusat, ja que Ubeidal·là volia que desfilessin davant les seves tendes; per tant el setge va seguir. Mentre Tahmasp va aplanar la revolta a l'Azerbaidjan i va sortir cap a Herat a marxes forçades. Un contingent va derrotar els uzbeks a Astarabad i va matar als presoners; cinc-cents caps foren enviats als assetjants d'Herat. Els uzbeks de Sabzawar es van retirar lluitant cap a Nixapur i després cap a Mashad. Abd al-Aziz va sortir d'aquesta plaça amb 700 homes per anar a ajudar el seu pare a Herat però Ubaid Al·là no es va atrevir a enfrontar als perses (tot i que molt caps uzbeks volien lliurar batalla) i es va retirar cap a Bukharà. Durant dos anys Khurasan va quedar lliure dels atacs uzbeks amb Sam Mirza, germà de Tahmasp I, com a virrey.
El 1533 Tahmasp va suprimir de fet el càrrec d'amir al-umara (comandant suprem de les tropes); al seu lloc apareix el títol "kurxibaixi". També el títol wakil, amb autoritat política i religiosa, deixa d'esmentar-se. Abans de 1533 va augmentar la tensió amb els otomans dirigits pel sultà Solimà el Magnífic. Hi va haver dos esdeveniments concrets que van precipitar l'increment de la tensió: en primer lloc el Tahmasp I va fer assassinar al governant de Bagdad, lleial a Solimà, i que fou reemplaçat per un partidari del xa. En segon lloc, el governador de Bidlis havia jurat fidelitat als safàvides. El 1533, Solimà va ordenar al seu gran visir Pargalı İbrahim Pasha que liderés un exèrcit que va recuperar Bidlis i va ocupar Tabriz sense topar amb cap resistència. Després d'unir-se a Ibrahim el 1534, Solimà va avançar cap a l'interior de Pèrsia, on es va trobar que el xa sacrificava el territori abans d'enfrontar-se en combat, fet que portava com a conseqüència un afebliment de les hosts otomanes, ja que havien de creuar unes regions molt dures i cada vegada més lluny de les seves bases i dels subministraments. L'any següent, Solimà i Ibrahim van fer una gran entrada a Bagdad, ciutat que va restar sota el seu comandant, fet que va consolidar al sultà com a líder del món islàmic i legítim successor dels califes abàssides.
El 1535 va augmentar el poder del wazir sent el primer Kadi Djahan Kazwiní nomenat aquest any i va ocupar el càrrec fins al 1550/1551. El 1535 Sam Mirza va atacar Kandahar i Ubaid Al·laà va considerar un bon moment per renovar els seus atacs. Sis mil uzbeks van entrar al nord de Khurasan però foren derrotats per Sufyan Khalifa, governador de Mashad. Més a l'est els uzbeks van atacar Ghardjistan. Sultan Shamlu que governava a Herat en absència de Sam Mirza, va sortir a buscar a aquest amb un exèrcit mal equipat i fou atacat patint una derrota completa; després d'això la població d'Herat va cridar en ajut a Sufyan Khalifa. Encara que aquests atacs eren simples ràtzies, van encoratjar a Ubaid Al·là que al següent any va creuar l'Oxus amb un gran exèrcit i va atacar Mashad. Sufyan va marxar a correcuita d'Herat; va actuar com menyspreant l'enemic i va prometre estar aviat a la ciutat santa dels xiïtes i enviar la pell d'Ubaid Al·là al xa. Va sortir d'Herat amb només tres mil cavallers; va omplir bosses de fenc i no en va deixar pels uzbeks, i no va deixar ni una herba a l'entorn de Mashad per privar d'aliment als seus cavalls; va derrotar el primer contingent uzbek que se li va presentar però en acostar-se a la ciutat es va veure obligat a refugiar-se en una vella ruïna on es va defensar obstinadament durant uns quants dies, menjant la carn dels seus cavalls, però finalment fou capturat i executat. El subgovernador que Sufyan havia deixat a Herat va tenir un comportament tant opressiu que una part de la ciutat va cridar als uzbeks. Ubaid Al·là hi va anar i va assetjar la plaça durant cinc mesos en què els habitants van patir greument; finalment 300 uzbeks van poder entrar al bastió segurament per una traïció, i la ciutat fou ocupada; la guarnició es va retirar a la fortalesa d'Ekhtiar al-Din. La ciutat fou saquejada i la ciutadella es va rendir després amb la condició de poder abandonar el fort amb les seves pertinences però quan van sortir foren despullats i enviats a Bukharà i molts van morir pel camí. Ubaid Al·là va conservar Herat durant quatre mesos en els quals va perseguir als xiïtes severament. Quan Tahmasp I va poder va anar en socors de la ciutat i encara que Ubaid Al·là volia resistir, els altres caps uzbeks van optar per la retirada i encara que era hivern van retornar a Bukharà; Tahmasp I va recuperar Herat sense oposició. Ubaid Al·là encara hauria fet dues o tres ràtzies més al Khurasan però cap d'importància.
Ubaid Al·là va morir el 1540 i l'amenaça per aquest costat va perdre força però en canvi augmentava l'amenaça otomana a l'oest. Tractant de derrotar de manera definitiva al xa, Solimà es va embarcar en una segona campanya entre 1548 i 1549. Alguns caps kizilbaixis van donar suport als turcs i també el germà del xa, Alkas Mirza que aspirava al tron. Com a la vegada anterior, Tahmasp I, l'armament del qual era molt inferior, va evitar la confrontació amb l'exèrcit otomà i va procedir a retirar-se, exposant l'exèrcit otomà al dur hivern del Caucas. Solimà va abandonar la campanya amb les recompenses temporals de Tabriz i l'Azerbaidjan, la presència a la província de Van i alguns forts a Geòrgia.
El 1553 va escometre la seva tercera i última campanya contra el xa. Després de perdre inicialment territoris a Erzurum davant del fill del xa, Solimà va contraatacar i va recuperar Erzurum, creuant l'Eufrates i devastant diverses zones de Pèrsia. L'exèrcit de Tahmasp va prosseguir la seva estratègia d'evitar als otomans fins que s'arribés a un estancament en el qual cap exèrcit podia guanyar. El 1554 es va signar la pau d'Amasya que tancava la guerra pel qual Solimà abandonaria les campanyes asiàtiques, retornant Tabriz però assegurant Bagdad, Mesopotàmia inferior, les desembocadures de l'Eufrates i el Tigris i part del Golf Pèrsic. Geòrgia quedava dividida en esferes d'influència El xa també va prometre cessar totes les incursions en territori otomà. La pau va durar per 30 anys, fins que es va trencar durant el regnat del xa Muhammad Khodabanda. De Geòrgia el xa s'havia emportat nombrosos presoners cristians, principalment dones i nens (uns 30.000) i junts amb els presoners armenis i circassians del Caucas agafats en campanyes de xa al Caucas, van introduir un nou element ètnic al país, de manera que aviat formaran un grup amb força a l'administració i l'exèrcit.

## Postguerra
També és conegut per la recepció que va donar a l'emperador mogol Humayun, que va haver de fugir per una revolta, fet que es representa en una pintura a les parets del palau de safàvida de Chehel Sotoon. El xa li va donar asil amb honors a Herat (1544) des d'on l'emperador mogol va anar a Kazwin via Mashad, Nixapur i Sabzawar; de Kazwin es va anar a trobar amb el xa al seu campament l'agost de 1544; Humayun va donar al xa el seu gran diamant i va signar uns papers assegurant que era xiïta; va restar amb el xa dos mesos i mig; finalment el xa li cedir un exèrcit de dotze mil homes per recuperar el seu tron; va visitar Tabriz i Arbabil abans de retornar a Mashad (desembre de 1544). El març de 1545 es va presentar a Kandahar i va començar la seva recuperació del poder.
El 1574 va ser afectat per unes febres (probablement tifoides) durant un parell de mesos cosa que va provocar que les princeses georgianes i circassianes de la cort intriguessin per assegurar la successió per un dels seus fills. Tahmasp es va recuperar i no va morir fins al 14 de maig de 1576. Es diu a vegades que fou enverinat i hi ha diverses versions del fet però sembla que el metge fou acusat del fet amb intenció o per accident. Va deixar tretze fills (Muhammad Khodabanda, Ismail II, Haydar Shah, Sulayman, Mustafà, Junayd, Mahmud, Iman Kuli, Ali, Ahmad, Murad, Zayn al.Abidin i Musa) i tretze filles (de les que només es coneix el nom de 8), i el va succeir Haydar Shah, fill d'una dona georgiana.
Un dels èxits més duradors Shah Tahmasp va ser el seu foment de la indústria de la catifa, possiblement una resposta als efectes econòmics de la interrupció de la Ruta de la Seda del comerç durant les guerres amb els otomans.